# 青木和代
青木 和代（あおき かずよ、1947年8月27日 - ）は、日本の女優、声優。希楽星所属。東京都出身。身長150 cm。体重55 kg。血液型はO型。

## 来歴
麹町学園女子高等学校卒業。
1969年に舞台芸術学院に入団したことがきっかけでデビュー。デビュー作はテレビドラマ『だいこんの花』。
劇団NLT第5期生。かつては劇団NLT、プロダクション・エムスリーに所属していた。

## 人物
声優として演じる役柄は、肝っ玉母さん、恰幅の良いおばさん役が多いが、一方で少年役も演じている。特に豪快でちょっとがさつなところのあるおばさん、太った少年役で知られる。
趣味は温泉、パチンコと韓流ドラマ鑑賞。長所は明るいこと、短所はいいかげんなこと。
姉と弟がいる。ペットとして猫を飼っている。
好きな色は黄色。
普通自動車免許を持っている。
テレビ朝日アスクの声優講師も務めている。

## 出演

### 映画
- 大地の子守歌（1976年6月12日）
- 曽根崎心中（1978年4月29日） - お玉 役
- ねらわれた学園（1981年7月11日） - 主婦 役
- 夏の別れ（1981年10月10日） - 朝倉家別荘女中 役
- 泪橋（1983年6月17日） - たんご屋 役
- 絆 -きずな-（1998年6月6日） - 徹子 役
- スリ（2000年11月4日） - 断酒会会員 役
- 美しい夏キリシマ（2003年12月6日） - はるの母 役
- 犬と歩けば チロリとタムラ（2004年5月1日） - 大家 役
- 真夜中の弥次さん喜多さん（2005年4月2日）
- 誰がために（2005年10月15日）
- 県庁の星（2006年2月25日） - 藤村華子 役
- しゃべれども しゃべれども（2007年5月26日） - 八重子 役
- やじきた道中 てれすこ（2007年7月11日） - 飯屋の女 役
- Mayu -ココロの星-（2007年9月15日）
- 百万円と苦虫女（2008年7月19日） - 真澄 役
- ボーイズ・オン・ザ・ラン（2010年1月30日）
- Zアイランド（2015年5月16日）
- おとなの事情 スマホをのぞいたら（2021年1月8日） - 零士の母 役

### テレビドラマ

#### NHK
- 大河ドラマいのち 第43話（1986年10月26日） - 患者 役
- NHKスペシャル ドラマ 黄色い髪（1989年）
- 土曜ドラマ チロルの挽歌 前編（1992年4月11日） - 衣料品店の客 役
- 茂七の事件簿 新ふしぎ草紙 第4話（2002年7月19日）
- 転がしお銀 父娘あだ討ち江戸日記 第1話 - 最終話（2003年10月10日 - 12月5日） - おたね 役
- ドリーム〜90日で1億円〜 第8話（2004年4月8日）
- ナイフの行方 前編（2014年12月22日）
- 富士ファミリー（2016年1月2日）
- 夏目漱石の妻 第2話（2016年10月1日）
- 連続テレビ小説ちむどんどん 第92話・第96話・第101話・第105話（2022年8月16日・8月22日・8月29日・9月2日） - 調理員 役

#### 日本テレビ
- 太陽にほえろ!
  - 第237話「あやまち」（1977年2月4日） - 女将 役
  - 第276話「初恋」（1977年11月11日）
  - 第291話「トラック刑事」（1978年2月24日）
  - 第304話「バスジャックの日」（1978年5月26日）
  - 第361話「殺人鬼」（1979年6月29日） - 目撃者 役
  - 第656話「いじめ」（1985年7月19日） - 相良時江 役
- 木曜ゴールデンドラマ
  - 恐怖! パニック!! 人喰熊 史上最大の惨劇 羆嵐（1980年11月27日） - 斉田の妻 役
  - 離婚同棲（1986年7月24日）
  - 最後の恋（1988年7月14日）
- 火曜サスペンス劇場
  - 10万分の1の偶然（1981年12月29日）
  - ハネムーン（1986年6月10日）
  - 同窓生（1988年9月6日）
  - 小京都ミステリー 第1作（1989年1月24日） - 大崎 役
  - 救急指定病院
    - 第1作「死亡事故発生!」（1992年5月12日） - 石室加代 役
    - 第6作「意識不明で緊急入院した救急隊員」（1996年9月17日） - 吉杉 役

  - 救命救急センター 第1作（2000年7月18日）
  - 考古学者 佐久間玲子 第2作（2002年6月18日）
  - 取調室 第19作（2003年5月27日） - 節子 役
  - 箱根湯河原温泉交番 第2作（2004年7月27日）
- 透明人間（1996年4月13日 - 7月6日）
- 天使が消えた街 第8話（2000年5月31日）
- ぼくの魔法使い 第5話・第6話・最終話（2003年5月17日・5月24日・7月5日） - 看護師 役
- 喰いタン 第3話（2006年1月28日） - 栄養士 役
- 神はサイコロを振らない 〜君を忘れない〜 第1話（2006年1月18日）
- セクシーボイスアンドロボ 第6話（2007年5月15日）
- 黄金の豚-会計検査庁 特別調査課- 第2話（2010年10月27日）
- ゴーストママ捜査線 第5話（2012年8月11日）
- シェアハウスの恋人 第1話・第3話（2013年1月16日・1月30日）
- リバース〜警視庁捜査一課チームZ〜（2013年4月4日） - 女性 役
- 「東京バンドワゴン〜下町大家族物語」第3話（2013年10月26日）
- 奇跡の教室（2014年6月28日） - 銭湯の番台のおばさん 役
- THE LAST COP/ラストコップ（2015年6月29日）
- 掟上今日子の備忘録 第5話（2015年11月7日） - 須永昼兵衛の訃報をニュース速報で見た近所の女性 役
- 青春探偵ハルヤ〜大人の悪を許さない!〜 最終話（2015年12月24日）
- 天才バカボン
  - 「天才バカボン〜家族の絆」（2016年3月11日） - バスの乗客 役
  - 「天才バカボン2」（2017年1月6日） - フィギュアスケートの観客 役[10]
  - 「天才バカボン3〜愛と青春のバカ田大学」（2018年5月4日）
- スーパーサラリーマン左江内氏 第4話（2017年2月4日） - 円子の母（声） 役[11]
- 正義のセ 最終話（2018年6月13日） - 清江 役
- ドロ刑 -警視庁捜査三課- 第1話（2018年10月13日） - 野次馬 役
- もみ消して冬 2019夏 〜夏でも寒くて死にそうです〜（2019年6月29日）
- 知らなくていいコト 第5話（2020年2月5日）
- ハコヅメ〜たたかう!交番女子〜 第3話・第7話（2021年7月21日・9月1日） - 山崎多恵 役
- 二月の勝者-絶対合格の教室- 第7話（2021年11月27日） - 石田静枝 役[12]

#### TBS
- もうひとつの春 第6話（1975年5月8日）
- 仮面劇場 第3話（1978年9月30日） - 仲居 役
- 体の中を風が吹く（1979年5月14日 - 7月6日）
- 噂の刑事トミーとマツ 第1シリーズ
  - 第36話「トミマツやりすぎ! 課長をタイホ」（1980年6月18日） - 旅館女将 役
  - 第57話「トミマツ腰抜け、 女は魔物だ!」（1980年11月12日）
- しづの生涯（1981年5月4日 - 7月2日）
- 夫婦（1982年1月4日 - 3月5日） - 山田夫人 役
- わが子よII（1982年7月5日 - 8月27日）
- ザ・サスペンス 消えたスクールバス 園児集団蒸発「それは夏祭りから始まった」（1982年7月24日）
- 家族づくり（1983年9月5日 - 10月28日）
- スクール☆ウォーズ 〜泣き虫先生の7年戦争〜 第10話（1984年12月8日） - 丸茂和子 役
- うちの子にかぎって… 第2シリーズ
  - 第5話「スチュワーデス物語」（1985年5月10日） - オバさん 役
  - 最終話「うちの子にかぎって…は永遠に不滅です!」（1985年7月26日） - 主婦 役
- 子供が見てるでしょ!（1985年10月11日 - 12月20日） - 松原夫人 役
- 水曜ドラマスペシャル
  - 恋子の毎日（1986年3月12日）
  - ベスト・フレンド（1987年4月15日） - マンションの隣人 役
- パパはニュースキャスター 第2話（1987年1月16日） - 大塚愛が母親と住んでいたアパートの隣人 役
- ママはアイドル 第5話（1987年5月12日） - 旅館の仲居 役
- パパは年中苦労する 第7話（1988年5月20日） - セールスウーマン 役
- 3年B組金八先生 第3シリーズ 第11話（1988年12月19日） - 大竹明美の母 役
- キツイ奴ら 第4話（1989年1月25日）
- 月曜ドラマスペシャル「脱獄山脈」（1990年1月12日）
- クリスマス・イブ 第2話（1990年10月19日）
- デパート!夏物語 第2話（1991年7月9日）
- ルージュの伝言 第19話（1991年8月7日）
- 東京エレベーターガール 第3話（1992年1月24日）
- 「熱い胸さわぎ 第1章 Bye Bye My Love」（1992年4月1日 - 4月22日）
- ずっとあなたが好きだった 最終話（1992年9月25日） - 紹介のおばさん 役
- 愛するということ（1993年1月8日 - 3月19日） - 弁当屋のおばちゃん 役
- 誰にも言えない 第1話（1993年7月9日） - デパートの客 役
- 新幹線物語'93夏 第4話（1993年7月27日）
- 十年愛 スペシャル（1993年10月8日）
- カミさんの悪口 シリーズ
  - 「カミさんの悪口」第9話（1993年12月12日）
  - 「カミさんの悪口2」最終話（1995年3月26日）
- ママじゃないってば! 第5話・第9話（1994年1月11日・1月17日）
- スウィート・ホーム 第3話・第4話（1994年1月23日・1月30日）
- 長男の嫁 第7話（1994年5月26日）
- 僕が彼女に、借金をした理由。第1話（1994年10月14日）
- お兄ちゃんの選択 最終話（1994年12月25日）
- 魔の季節 第1話・最終話（1995年4月15日・6月15日）
- 新婚なり!（1995年7月7日 - 9月22日）
- 愛していると言ってくれ 第1話（1995年7月7日）
- 協奏曲 最終話（1996年12月13日）
- ドラマ30
  - 失業白書（1997年3月31日 - 5月30日、CBC制作）
- ふぞろいの林檎たち パートIV 第11話（1997年6月20日）
- 理想の上司 第2話（1997年4月20日）
- いちばん大切なひと 最終話（1997年6月27日）
- 青い鳥 - 食事屋の店主 役
  - 「青い鳥」第6話・第7話（1997年11月14日・11月21日）
  - 「青い鳥 完結編」（1997年12月26日）
- 再婚トランプ 第7話・第13話・第21話・第24話（1998年11月3日・11月11日・11月23日・11月26日）
- 天国に一番近い男 第10話（1999年3月12日） - おばちゃん 役
- ビューティフルライフ 第1話・第3話・第4話・第9話（2000年1月16日・1月30日・2月6日・3月12日） - 近所の田辺のおばちゃん 役
- 池袋ウエストゲートパーク 第7話（2000年5月26日）
- Summer Snow 第8話（2000年8月25日）
- 新・天までとどけ シリーズ - 力丸須磨子 役
  - 「新・天までとどけ2」第1話 - 第3話・第8話・第16話・第18話・第20話・第23話 - 第26話・第29話・第33話・最終話（2001年2月26日 - 2月28日・3月7日・3月19日・3月21日・3月23日・3月28日 - 4月2日・4月5日・4月11日・4月20日）
  - 「新・天までとどけ3」第2話・第7話・第19話・第28話・第39話（2002年4月16日・4月23日・5月9日・5月22日・6月6日）
  - 「新・天までとどけ4」第9話・第10話・第22話・第23話・第39話（2003年3月21日・3月24日・4月8日・4月9日・5月1日）
- 月曜ミステリー劇場
  - 流れ星お銀!事件解決いたします 第2作（2001年7月16日） - 腰山の近所の住人 役
  - 探偵・喜多嶋翔子の調査報告書（2002年7月29日） - 近所の住人 役
- 温泉へ行こうシリーズ
  - 「温泉へ行こう3」第20話・第21話（2002年2月25日・2月26日）
  - 「温泉へ行こう5」第9話（2004年12月9日）
- 夢のカリフォルニア 第1話（2002年4月12日）
- 渡る世間は鬼ばかり 第6シリーズ 第16話（2002年7月18日）
- 大好き!五つ子4 第5話・第10話（2002年7月26日・8月2日）
- 少年（2002年11月26日）
- 顔 第1話（2003年4月15日）
- あなたの人生お運びします! 第4話・第6話・第7話・最終話（2003年5月1日・5月15日・5月21日・6月19日）
- さとうきび畑の唄（2003年9月28日）
- 向田邦子の恋文（2004年1月2日）[13]
- 奥さまは魔女（2004年1月16日）
- オレンジデイズ 第6話（2004年5月16日）
- タイガー&ドラゴン（2005年1月9日）
- 白夜行 第9話（2006年3月9日） - 唐沢礼子の近所のおばさん
- 吾輩は主婦である 第3話・第6話・第11話・第12話・第20話・第23話・第28話・第30話・第32話 - 第34話・最終話（2006年5月24日・5月29日・6月5日・6月6日・6月16日・6月21日・6月28日・6月30日・7月4日 - 7月6日・7月14日） - 鈴木
- 誰よりもママを愛す 最終話（2006年9月10日） - 患者
- セーラー服と機関銃 第1話（2006年10月13日） - 酒井好子
- 夫婦道 第3話（2007年4月26日） - 狭山茶「高鍋園」の常連客
- 月曜ゴールデン
  - ロング・ウェディングロード!〜東京VS大阪ワケアリ婚物語（2007年7月30日） - オバ軍団
  - おふくろ先生の診療日記 第1作（2008年2月25日） - 住民
  - 湯けむりバスツアー 桜庭さやかの事件簿 第1作（2009年4月27日） - 照恵
  - 母の贈物（2009年9月14日） - 椎名典子
- 三代目のヨメ! 第3話・第4話・第6話・第8話・第10話・第11話・第13話 - 第19話・第22話 - 第25話・第27話・第30話・第31話・第33話 - 第37話・第39話・最終話（2008年1月9日・1月10日・1月14日・1月16日・1月18日・1月21日・1月23日 - 1月31日・2月5日 - 2月8日・2月12日・2月15日・2月18日・2月20日 - 2月26日・2月28日・2月19日）
- こちら葛飾区亀有公園前派出所 第1話（2009年8月1日） - 人形焼屋のおばちゃん
- JIN-仁- 第1話・第2話（2009年10月11日・10月18日） - 長屋の住人
- 父よ、あなたはえらかった〜1969年のオヤジと僕（2009年11月16日）
- 小公女セイラ 最終話（2009年12月19日） - おばさん
- 美男ですね 第3話（2011年7月29日） - 廉をメンと言った女性
- 専業主婦探偵〜私はシャドウ 第6話（2011年11月25日） - 福寿和子
- ATARU 第5話（2012年5月13日） - 食堂のおばさん
- とんび 第1話 - 第3話（2013年1月13日 - 1月27日） - 番台のおばちゃん[14]
- 空飛ぶ広報室 最終話（2013年6月23日）
- 刑事のまなざし 第4話（2013年10月28日）
- 99.9-刑事専門弁護士- SEASON II 最終話（2018年3月18日） - 山岡真一の母
- 義母と娘のブルース 2020年謹賀新年スペシャル（2020年1月2日）
- 恋はつづくよどこまでも 第1話・第2話（2020年1月14日・1月21日） - 熊本信子
- 天国と地獄〜サイコな2人〜 第8話（2021年3月7日） - コ・アースの女性清掃員

#### フジテレビ
- ふしぎ犬トントン 第4話（1978年11月20日）
- 陽はまた昇る 第18話（1979年9月8日）
- 旅がらす事件帖 第5話（1980年11月4日） - おとよ
- 月曜ドラマランド「どっきり天馬先生」第4作（1983年5月16日）
- 見送って（1986年5月19日）
- 教師びんびん物語第11話（1988年6月13日）
- 傑作 意地悪ばあさん・抱腹絶倒! 意地悪ギャグ決定版（1989年1月5日）
- 夏の嵐 第52話（1989年9月12日）
- 日本一のカッ飛び男 第9話（1990年6月4日）
- キモチいい恋したい! 第4話（1990年7月23日） - 教授の妻
- 世にも奇妙な物語「人面草」（1990年9月13日）
- 東京ラブストーリー 第5話（1991年2月4日）
- 金曜ドラマシアター
  - 松本清張作家活動40年記念・波の塔（1991年5月24日）
  - 君たちがいて僕がいる 第1作（1992年4月17日）
- 1970ぼくたちの青春（1991年6月21日）
- ホテルウーマン 第1話（1991年10月7日）
- 振り返れば奴がいる 第10話（1993年3月17日） - 笹岡房江
- チャンス! 第3話（1993年4月28日）
- もう涙は見せない 第7話（1993年12月1日）
- おいしい関係（1996年10月14日 - 12月16日）
- 彼女たちの結婚（1997年1月9日 - 3月20日）
- 木曜の怪談'97『魔法じかけのフウ』（1997年7月3日 - 8月14日）
- こんな恋のはなし 第1話・第3話（1997年7月3日・7月17日）
- きらきらひかる 第6話（1998年2月17日）
- はるちゃん3（1999年4月5日 - 7月2日）
- 古畑任三郎 3rd season 第3話（1999年4月27日） - 勝野
- 氷の世界 第3話・第4話（1999年10月25日・11月1日）
- OUT〜妻たちの犯罪〜 第3話（1999年10月26日）
- ショムニシリーズ
  - 「ショムニ 第2シリーズ」最終話（2000年6月28日）
  - 「ショムニFINAL」最終話（2002年9月18日） - 食堂のおばちゃん
- 花村大介 第8話（2000年8月22日） - 近所の証言者のおばちゃん
- 世にも奇妙な物語「'00秋の特別編『断定男』」（2000年10月4日） - おばちゃん
- 編集王 第5話（2000年11月7日）
- ゴールデン洋画劇場「三億円事件〜20世紀最後の謎〜」（2000年12月30日）
- ムコ殿（2001年4月12日 - 6月28日）
- 新・お水の花道 第9話（2001年6月5日）
- 救命病棟24時 第2シリーズ 第3話（2001年7月17日） - 釣りが趣味の患者の妻
- 金曜エンタテイメント
  - 死を呼ぶ降霊実験! 新米ツアコン典子の心霊スポットバスツアー（2001年8月10日）
  - 積木くずし真相 〜あの家族、その後の悲劇〜 前編（2005年9月2日）
  - 新・細うで繁盛記 第1作（2006年1月20日） - お多福
- 水曜日の情事 第2話（2001年10月17日）
- 人にやさしく 第2話・第5話・最終話（2002年1月14日・2月4日・3月18日）
- 恋するトップレディ 第6話（2002年2月12日）
- 初体験 第8話（2002年2月26日）
- ビッグマネー!〜浮世の沙汰は株しだい〜 第9話（2002年6月6日）
- 天体観測 第1話 - 第9話・第11話・最終話（2002年7月2日 - 8月27日・9月10日・9月17日） - 健太の母
- ナースのお仕事4 第7話（2002年8月13日）
- オカンは宇宙を支配する（2002年9月23日）
- FIRE BOYS 〜め組の大吾〜 第8話（2004年2月24日）
- 女達の罪と罰（2004年4月6日） - 食堂の店員
- ワンダフルライフ 第8話（2004年6月1日）
- 危険なアネキ 第6話（2005年11月21日）
- 新・風のロンド 第51話（2006年3月16日）
- ブスの瞳に恋してる 第10話（2006年6月13日） - 青木
- 僕の歩く道 第8話（2006年11月28日） - 中年女性客
- のだめカンタービレ 第8話（2006年12月4日） - 通行人
- 東京タワー 〜オカンとボクと、時々、オトン〜 第5話（2007年2月5日） - 患者
- ガリレオ 第1話（2007年10月15日） - 証言者のおばちゃん
- 白と黒 第12話（2008年7月15日）
- 帰ってこさせられた33分探偵 最終話（2009年4月18日） - 吉村敏子
- 金曜プレステージ
  - ホストの女房（2009年9月4日）
  - 屋台弁護士 第3作（2009年9月11日） - きよ子
- 謎解きはディナーのあとで 第9話・最終話（2011年12月13日・12月20日） - 田口米子
- リッチマン、プアウーマン 第4話（2012年7月30日）
- 天国の恋 第28話（2013年12月4日） - 元春の叔母
- ビター・ブラッド〜最悪で最強の親子刑事〜 第7話（2014年5月27日） - 鍵山の母
- それでも僕は君が好き 第1話 - 最終話（2015年9月29日 - 10月2日） - 祐輔の祖母[15]
- 民衆の敵〜世の中、おかしくないですか!?〜 第2話・第9話（2017年10月30日・12月18日） - 八百屋のおばさん
- 全っっっっっ然知らない街を歩いてみたものの Season 2 第1話（2022年3月7日）[16]

#### テレビ朝日
- だいこんの花（1970年10月22日 - 12月24日）
- 必殺からくり人・富嶽百景殺し旅 第1話（1978年8月25日） - おヤス
- あばれはっちゃくシリーズ
  - 「俺はあばれはっちゃく」第8話（1979年3月24日） - 公一の母
  - 「男!あばれはっちゃく」第36話・第40話・第44話・第48話・第50話・第51話・第60話・第66話・第82話・第100話・第101話（1980年11月29日・12月27日・1981年1月31日・2月28日・3月14日・3月21日・5月23日・7月4日・10月31日・1982年3月13日・3月20日） - 加納章のかあちゃん、君代
  - 「俺は男だ!あばれはっちゃく」（1982年1月2日）
  - 「熱血あばれはっちゃく」（1982年4月10日 - 1983年3月26日）
- 新・女捜査官 第5話・第6話（1983年5月13日・5月20日）
- 土曜ワイド劇場
  - 窓の中の殺人（1983年12月10日）
  - 渡り番頭・鏡善太郎の推理 第1作（2000年2月12日）
  - ドクVSデカ〜心療内科医&殺人課刑事の捜査ファイル〜 第1作（2002年12月14日） - 柏木
  - 「遺言執行人」（2003年8月9日）
  - デパート仕掛け人!天王寺珠美の殺人推理 第1作（2007年9月15日） - 宮部貴子
  - 弁護士・茜沢翔子の人生相談承ります!（2008年9月20日） - 同僚
  -  隠蔽捜査2〜果断〜（2008年10月4日） - 小川博美
- 凪の光景（1990年2月8日 - 3月15日）
- 本当にあった怖い話「午前四時半の侵入者」（1992年7月20日）
- 往診ドクター事件カルテ 第4話（1992年11月3日）
- ホテルドクター 第7話（1993年2月23日）
- さんかくはぁと 第6話（1995年2月13日）
- 名探偵保健室のオバさん 第5話（1997年2月3日）
- 独身3!! 第1話・最終話（2003年10月10日・12月19日）
- スカイハイ2 第7話（2004年2月27日）
- はるか17 第1話（2005年7月1日）
- エラいところに嫁いでしまった! 第1話・第2話（2007年1月11日・1月18日） - 叔母
- 特命係長 只野仁 3rdシーズン 第3話（2007年1月26日） - 掃除のおばちゃん
- 生きる（2007年9月9日） - 市民たち
- 未来講師めぐる 第3話（2008年1月25日） - スーパー店員
- ドクターX〜外科医・大門未知子〜シリーズ
  - 「ドクターX〜外科医・大門未知子 第3シリーズ」最終話（2014年12月18日） - 女将
  - 「ドクターX〜外科医・大門未知子 第6シリーズ」第1話・最終話（2019年10月17日・12月19日） - 野村幸子[17]
- 五年目のひとり（2016年11月19日） - 住人
- トットちゃん! 第23話・第25話（2017年11月1日・11月3日） - 疎開先の近所のおばちゃん
- 日曜ワイド 刑事・横道逸郎（2018年3月11日） - 主婦
- リーガルV〜元弁護士・小鳥遊翔子〜 第2話（2018年10月18日）

#### テレビ東京
- 女無宿人 半身のお紺 第7話（1991年2月17日）
- 田舎で暮らそうよ（1999年7月14日 - 9月15日） - まかないおばちゃん
- 木曜洋画劇場 開幕ベルは華やかに（2002年1月3日）
- Deep Love 〜ホスト〜 第6話（2005年2月11日）
- モリのアサガオ 第4話（2010年11月8日） - 聞き込みされる女性
- 勇者ヨシヒコと魔王の城 第7話（2011年8月19日） - ジャイタンの母[18]
- 三匹のおっさん〜正義の味方、見参!!〜 第3話（2014年1月31日） - ヨネ子
- メンズ校 第2話（2020年10月15日） - 牧主税の祖母（声）
- ダメな男じゃダメですか? 第5話（2022年3月3日）

#### その他
- ザ・ドリームサーフィン 第6話（2000年5月15日 - 5月17日、NHK教育テレビジョン） - 福田の母
- 女と愛とミステリー（BSジャパン）
  - 悪の仮面（2001年9月9日） - 主婦
  - 北アルプス山岳救助隊・紫門一鬼 第6作（2004年11月24日） - 大家
- 水曜ミステリー9（BSジャパン）
  - ドクター・ヨシカの犯罪カルテ 第1作（2006年5月24日）
  - 多摩南署たたき上げ刑事・近松丙吉 第7作（2007年9月5日） - 介護用品店主
  - 神楽坂署生活安全課 第4作（2008年4月30日） - 騒音苦情の住民
  - 葬儀屋松子の事件簿 第2作（2013年1月23日） - 吾妻みどり荘大家
- ラストメール 第7話・最終話（2008年11月27日・12月18日、BS朝日）
- ボクが彼女をすきになった理由（2011年11月6日、関西テレビ）
- ワタシが彼をすきになった理由（2011年11月7日、関西テレビ）
- ヒトリシズカ 第4話（2012年11月11日、WOWOW）
- 逃亡花 第10話（2018年6月24日、BSジャパン） - 五所川原一子 [19]
- しずかちゃんとパパ 第4話（2022年4月3日、NHK BSプレミアム） - けんちん祭り実行委員会のメンバー

### 特撮
- 不思議少女ナイルなトトメス 第46話（1991年11月24日、フジテレビ） - 恋する悪魔（声） 役
- 激走戦隊カーレンジャー 第21話（1996年7月19日、テレビ朝日） - AAアバンバ（声） 役
- 超星艦隊セイザーX 第30話（2006年4月29日、テレビ東京） - 旅館の女将 役
- 生物彗星WoO 第3話・第11話（2006年5月7日・7月16日、NHK） - ばあちゃま 役

### ラジオドラマ
- 青春アドベンチャー「ザ・ワンダーボーイ」（2002年5月13日 - 5月31日、NHK-FM） - マザー・スー 役[20]

### バラエティ・再現
- まんがはじめて物語（1978年5月6日 - 1984年3月31日、TBS）
- 世界まるごとHOWマッチ（1983年4月7日 - 1990年4月5日、TBS）
- 前略ヒロミ様『コント 三つ子物語』（1996年4月 - 9月、フジテレビ） - 母 役
- こたえてちょーだい!（2001年4月2日 - 2007年3月30日、フジテレビ）
- ディスカバ!99（2003年5月28日、TBS）
- ハッピーボーイズアワー爆笑おすピー問題!（2003年7月23日、フジテレビ）
- 必見! 湯けむり穴場宿から実験放送! ちゅご!（2004年11月7日、日本テレビ）
- 踊る!さんま御殿!!（2004年12月14日、日本テレビ）
- タモリのジャポニカロゴス『いいまつがい』（2005年10月11日 - 2008年9月9日、フジテレビ）
- SMAP×SMAP（2006年9月18日、フジテレビ）
- 大胆MAP（2008年4月6日、テレビ朝日）
- 世直しバラエティー カンゴロンゴ（2009年2月8日、NHK）
- 歌うコンシェルジュ（2011年5月18日、NHK）
- お願い!ランキング（2012年3月10日、テレビ朝日）
- 世界の衝撃映像の現場に突撃! 危ないからヤメなさいっ!（2014年8月12日、テレビ東京） - ナレーター
- 未解決事件・追跡プロジェクト（2015年3月22日、NHK）

### テレビアニメ
1975年
- フランダースの犬（子供達）

1976年
- ろぼっ子ビートン（女の人たち）

1977年
- あしたへアタック!（太田トミ子）

1978年
- はいからさんが通る（元下女）
- 未来少年コナン（ジムシィ）

1979年
- 赤毛のアン（チャーリー・スローン）
- 新・巨人の星II
- ドラえもん（テレビ朝日版第1期）（1979年 - 2005年、ジャイアンのママ、ジャイ子〈2代目〉）
- まえがみ太郎（牛鬼）
- 未来ロボ ダルタニアス（正坊）

1980年
- 怪物くん
- こぐまのミーシャ（くん太）
- トム・ソーヤーの冒険（ハックルベリー・フィン〈ハック〉）
- 森の陽気な小人たちベルフィーとリルビット（男の子）
- ルパン三世 (TV第2シリーズ)

1981年
- 新竹取物語 1000年女王（始の母）
- 新・ど根性ガエル（1981年 - 1982年）
- 百獣王ゴライオン（女官長ヒス）
- まいっちんぐマチコ先生（タケオ）
- 名犬ジョリィ

1982年
- おはよう!スパンク
- 逆転イッパツマン（セーコ）
- ゲームセンターあらし（看護婦）
- とんでモン・ペ（看護婦）
- 忍者ハットリくん（ユキ子の母）
- フクちゃん（ガン太）
- プロゴルファー猿TVスペシャル（大丸）

1983年
- 愛してナイト（母親）
- アルプス物語 わたしのアンネット（ジャン）
- ミームいろいろ夢の旅（武）

1984年
- 星銃士ビスマルク（グレハム夫人、マルロ）
- 宗谷物語（女将）
- らんぽう（大家、青葉ハナ、五里山虎子）

1985年
- おねがい!サミアどん（1985年 - 1986年、ロバート）
- オヨネコぶーにゃん（猫の泥棒）
- ハイスクール!奇面組（海武ツヤ）
- 六三四の剣（梶）
- 名探偵ホームズ（マルタ）

1986年
- オズの魔法使い（かぼちゃくん）
- 機動戦士ガンダムΖΖ（アンマ）
- ゲゲゲの鬼太郎（第3作）（1986年 - 1987年、秋山、小豆ばばあ、ケラケラ女）
- Bugってハニー
- めぞん一刻（1986年 - 1988年、一の瀬花枝）

1987年
- ウルトラB（ドータ）
- ついでにとんちんかん（疫病神の母）
- 瞳のなかの少年 十五少年漂流記（サービス）

1988年
- エスパー魔美（ヒロ）
- グリム名作劇場（猫）

1989年
- おぼっちゃまくん（1989年 - 1992年、袋小路金満）
- ミスター味っ子（おから）
- 笑ゥせぇるすまん

1990年
- オバタリアン（広江）
- かりあげクン（女将さん、姫川静香）
- チンプイ（モォーヤ）
- つる姫じゃ〜っ!（イネさん）
- まじかる☆タルるートくん（じゃば夫の母）

1991年
- アニメひみつの花園（スーザン）
- それいけ!アンパンマン（ミットくん）

1994年
- クッキングパパ（牧田女医）

1996年
- 快傑ゾロ（ゴンザレスの母）

1997年
- 忍ペンまん丸（タヌ太郎の母）

2001年
- フルーツバスケット（素子の母）

2002年
- 花田少年史（柳原タツ）

2006年
- あたしンち（おばさんA）
- 名探偵コナン（2006年 - 2012年、市村、光井珠実）

2010年
- スティッチ 〜ずっと最高のトモダチ〜（ジャンバの元妻）

2011年
- クレヨンしんちゃん（玄さん）

2013年
- サザエさん（2013年 - 2014年、主婦、女房、岩波の妻）

2015年
- 俺物語!!（剛田ゆり子）
- 怪盗ジョーカー シーズン2（盗賊お頭）

2016年
- くまみこ（徳山）

2022年
- ピーター・グリルと賢者の時間 Super Extra（女王）

### 劇場アニメ
1979年
- 未来少年コナン（ジムシィ）

1980年
- ドラえもん のび太の恐竜（ジャイアンのママ）
- まことちゃん（作業員）

1983年
- うる星やつら オンリー・ユー（司令）
- ドラえもん のび太の海底鬼岩城（ジャイアンのママ）

1984年
- ドラえもん のび太の魔界大冒険（ジャイアンのママ）
- パパママバイバイ（新八）
- 未来少年コナン 巨大機ギガントの復活（ジムシィ）

1986年
- ドラえもん のび太と鉄人兵団（ジャイアンのママ）

1987年
- ドラえもん のび太と竜の騎士（ジャイアンの母）

1988年
- めぞん一刻 完結篇（一の瀬花枝）

1989年
- ドラえもん のび太の日本誕生（ジャイアンの母）

1990年
- ちびまる子ちゃん（ブー太郎）

1991年
- ドラミちゃん アララ♥少年山賊団!（タケ蔵の母）

1997年
- ドラえもん のび太のねじ巻き都市冒険記（パンダ）

1998年
- 帰ってきたドラえもん（ジャイママ）

2001年
- がんばれ!ジャイアン!!（ジャイ子）

2002年
- ぼくの生まれた日（ジャイアンのママ）

2003年
- ドラえもん のび太とふしぎ風使い（ジャイアンのママ）

2004年
- ドラえもん のび太のワンニャン時空伝（ジャイアンのママ）

### OVA
- しあわせのかたち（1990年、ムキちゃん、ナレーション2、シモママ）
- めぞん一刻番外編 一刻島ナンパ始末記（1991年、一の瀬花枝）

### ゲーム
- 未来少年コナン（1992年、ジムシィ）
- リンダキューブ（1995年、ミーム）
- 金田一少年の事件簿2 地獄遊園殺人事件（1998年、佐藤ハル）
- ゲゲゲの鬼太郎 異聞妖怪奇譚（2003年）
- 化石モンスター スペクトロブス（2010年、グレッタ）
- リトルビッグプラネット2（2011年、ネガティビトロン）
- エクストルーパーズ（2012年、おばちゃん〈ソフィ〉）

### 吹き替え

#### 洋画
- ウェイクアップ!ネッド（リジー）
- 風と共に去りぬ（マミー〈ハティ・マクダニエル〉）※ソフト版
- クロコダイル・ダンディー ※フジテレビ版
- ドラグネット 正義一直線
- パーシー・ジャクソンとオリンポスの神々/魔の海（グレイシスター2）
- フィラデルフィア・エクスペリメント（マー・ウィリス）※テレビ朝日版
- フック
- マスク（ピーンマン夫人）※日本テレビ版
- ルディ・レイ・ムーア（叔母〈ルーネル〉）
- レディ・キラーズ（マンソン婦人〈イルマ・P・ホール〉）

#### 海外ドラマ
- 永遠のワルツ/白い犬とワルツを（ニーリー）
- ダーマ&グレッグ（セリア）
- デスパレートな妻たち6 第22話
- ハリーズ・ロー 裏通り法律事務所（イヴォンヌ・モリス）
- ビッグ・ショーのファミリー・ショー（レジー〈ジェイミー・モイアー〉）
- ふたりは最高! ダーマ&グレッグ（セリア）
- フルハウス 第1シーズン第4話（シンスキー）
- フレンズ 第1シーズン第5話（コインランドリーの女性）
- 世にも不思議なアメージング・ストーリー（メイベル・キング）

#### 海外アニメ
- アトランティス 帝国最後の謎（パッカード）
- あの夏のルカ（おばあちゃん[35]）
- 長くつ下のピッピ（マチルダのおばさん）

### 人形劇
- 「おかあさんといっしょ『ドレミファ・どーなっつ!』」（1992年10月5日 - 2000年4月1日、青井空男）

### CM
- S&B ママチャップカレー（1978年）
- 花王 ザブ（1980年）※『俺はあばれはっちゃく』の出演者 久里千春、吉田友紀と共演。
- パナホーム ナショナル住宅（1997年、一の瀬花枝）※顔出しで出演
- メットライフ生命保険（2007年）
- カナフレックス（2010年）